# Paul Scheffer (Journalist)
Paul Scheffer (* 11. Oktober 1883 in Kaldau, Landkreis Schlochau (heute Kołdowo, Woiwodschaft Pommern); † 20. Februar 1963 in White River Junction) war ein deutscher Journalist.

## Herkunft und journalistische Anfangsjahre
Paul Scheffer entstammte einer gut situierten bürgerlich-protestantischen Familie. Sein in Marburg geborener Vater Wilhelm Scheffer (* 1844; † 1898) war Abgeordneter im Preußischen Landtag und als hoher Beamter in verschiedenen Städten des Deutschen Kaiserreichs tätig. Seine Mutter war eine Tochter des Düsseldorfer Privatbankiers Christian Gottfried Trinkaus. Nach dem Besuch des Gymnasiums in Koblenz, Berlin und Düsseldorf studierte er in München, Marburg und Graz Philosophie. 1913/14 arbeitete er einige Monate als Praktikant an der Deutschen Botschaft in London. Wegen Untauglichkeit nicht zum Kriegsdienst eingezogen, war Scheffer 1915 beim Informationsdienst der Deutschen Gesandtschaft in Den Haag und seit 1916 als Korrespondent des Hollandsch Nieuwsbüro in Deutschland tätig. 1919 begann seine durch Annette Kolb vermittelte Korrespondententätigkeit beim Rudolf Mosse Verlag für das Berliner Tageblatt. Zunächst in Den Haag eingesetzt, berichtete er unter anderem exklusiv über die Konferenz von Spa.

## Star-Reporter in Moskau
Im November 1921 wurde er nach Moskau geschickt und informierte fortan als Russlandexperte über die politische und wirtschaftliche Entwicklung Sowjetrusslands. Besonders zu Beginn seiner Moskauer Jahre galt er als enger Vertrauter des dortigen deutschen Botschafters Ulrich von Brockdorff-Rantzau und somit als Befürworter der Rapallopolitik. Kurzzeitig war Scheffer für das Berliner Tageblatt 1923/24 auch im Ruhrgebiet sowie temporär zwischen 1925 und 1927 im Fernen Osten und in Italien tätig. Seine Artikel zeichneten sich, verschiedenen Darstellungen zufolge, durch literarische Qualität, Sachlichkeit und Schlagkraft aus, was völlig im Gegensatz zum damals überwiegend praktizierten Meinungsjournalismus stand. Aus dieser Zeit vielbeachtete Leitartikel von Scheffer sind beispielsweise:
- „Lloyd Georges Verhandlungsmethode“
- „Die Alliierten diktieren ihre Forderungen“
- „Rapallo und die Folgen“
- „Erinnerungen an Tschitscherin“.[2]

Ab Mitte der 1920er Jahre war laut Aussage von Immanuel Birnbaum der selbstbewusste, finanziell unabhängige, hoch gebildete und polyglotte Scheffer der „Star unter den deutschen Korrespondenten“. 1925 heiratete er die ehemalige Fürstin Natalie Petrowna Wolkonskaja (* 28. Dezember 1889 in Sankt Petersburg als Natalia Petrowna Loukine; † 11. Dezember 1981 in New York City).
In Moskau führte er mit seiner Frau ein sehr gastfreundliches Haus, in dem sich Journalisten und Diplomaten regelmäßig zum Fünf-Uhr-Tee versammelten, um über Kunst, Literatur, Religion, Weltgeschichte und die sowjetische Politik zu diskutieren. Scheffers Salon entwickelte sich dank seiner vielfältigen Verbindungen für die ausländische Presse zu einer „Art zweiter Botschaft, einem Vorhof des Außenkommissariats“. Er besaß direkte persönliche Kontakte zu Georgi Wassiljewitsch Tschitscherin, Karl Radek, Nikolai Iwanowitsch Bucharin und Leo Trotzki. Neben den Amerikanern Louis Fischer und Eugene Lyons sowie dem Schweizer Emil Ludwig, zählte Scheffer zu den einzigen ausländischen Journalisten denen Josef Stalin während dieser Zeit Interviews gewährte.

## Persona non grata in der Sowjetunion
Ende der 1920er Jahre geriet Scheffer mit den Moskauer Behörden zunehmend in Konflikt. Wiederholt berichtete er über die Zwangskollektivierung, über den beginnenden Holodomor sowie über den Personenkult um Lenin. Während Schriftsteller wie Heinrich Mann und Carl von Ossietzky die „Gewaltpolitik des Bolschewismus als vernunftgeleitete Macht“ bejahten und die Weimarer Republik ablehnten, in der nach ihrer Ansicht „nur Chaos herrsche und die verelendeten Massen ziellos und sittlich verroht dahintaumelten“, skizzierte Paul Scheffer die „Sehnsucht beinahe aller Russen nach charismatischen Führergestalten“. Mit deutlichen Parallelen zu Stalin beschrieb er die „Suche nach Wegweisern in einer scheinbar ziellos dahingehenden Zeit“ und den Leninkult als „heroisierende Legenden, bei denen die Erinnerungen an den Massenterror bereits zu überlagern beginnen und vergessen machen, dass Lenin aufgrund seines Allmachtanspruchs mitschuldig am Ausmaß der Hungersnöte gewesen sei und Hilfe nur ideologisch bereinigt zugelassen habe“.
Zeitgleich erschien Scheffers viel beachtetes und in mehreren Sprachen aufgelegtes erstes Buch Sieben Jahre Sowjetunion. Basierend auf seinen Besuchen in allen großen Städten Russlands, nebst umfangreichen Reisen nach Sibirien und Fernost, ließ der staatspolitisch orientierte Journalist seine persönlichen Ansichten und Erlebnisse in diesem Werk außen vor. Sachlich beschrieb er die politischen und wirtschaftlichen Zustände der aufstrebenden Sowjetmacht. Die Darstellungen sollen auch bei William J. Donovan, dem späteren US-Geheimdienst-Koordinator, große Beachtung gefunden haben.
Ende November 1929 verweigerte die sowjetische Regierung Paul Scheffer die Wiedereinreise in die UdSSR „wegen wachsend unfreundlicher Berichterstattung in den letzten drei Jahren“. Nach seinem unfreiwilligen Abgang veröffentlichte William Morrow & Company in New York das Buch Twice born in Russia: My Life Before and in the Revolution, in dem seine Frau unter dem Pseudonym Natalia Petrova als Verfasserin und Moura Budberg als Übersetzerin angegeben wurden. Das Buch war zu dieser Zeit einzigartig und entwickelte sich in den USA der 1930er Jahre zu einem Bestseller, insbesondere in Kreisen der amerikanischen Frauenbewegung. Sehr anschaulich werden darin die Behandlung von „Russen unproletarischer Herkunft“ sowie die Massenerschießungen, Verhaftungen und Folterungen von „Klassenfeinden“ durch den GPU beschrieben. Bemerkenswert sachlich, frei von Groll, Verbitterung oder Rache, stellt es den Überlebenswillen einer starken Frau und eine Anklage gegen die vorrevolutionäre Aristokratie sowie deren Ignoranz dar.
Exkurs: Natalie Scheffer war Absolventin des Kaiserin-Katharina-Instituts, einer höheren Bildungsanstalt für adlige Mädchen in Sankt Petersburg, galt als sehr klug und beherrschte mehrere Sprachen (u. a. Deutsch, Englisch, Französisch, Latein). Aus ihrer ersten Ehe (1908–1918) mit Fürst Nikolai Sergejewitsch Wolkonski, dem Kammerherrn des letzten Zaren, hatte sie zwei Söhne, Fürst Dmitri Nikolajowitsch (* 1913; † ?) und Fürst Peter Nikolajowitsch (* 1916; † 1997). 1917 floh sie mit ihm und den Kindern aus Sankt Petersburg auf die Krim. Nachdem ihr Mann eine Liaison mit ihrer Schwester, Leonie Petrowna Loukine, eingegangen war, ließ sie sich im August 1918 scheiden. Fürst Wolkonski heiratete 1919 Leonie Petrowna Loukine; gemeinsam mit dem erstgeborenen Sohn entkamen sie im gleichen Jahr mit Angehörigen der Zarenfamilie auf der HMS Marlborough nach Istanbul. Von dort aus gingen sie 1930 in die USA. Natalie Petrowna verblieb mit ihrem Sohn Peter Nikolajowitsch auf der Krim und gründete nach ihrer Scheidung in Eupatoria einen Kindergarten für adlige Sprösslinge. Diesen betrieb sie bis zur bolschewistischen Eroberung der Krim im Jahr 1920 wirtschaftlich erfolgreich. Hautnah musste die ehemalige Fürstin die Ermordung aristokratischer Familien und den Hungertod breiter Bevölkerungsschichten miterleben. 1922 lernte sie durch Zufall Edmund Aloysius Walsh und Eduard Gehrmann kennen, die im päpstlichen Auftrag gemeinsam mit französischen, italienischen, deutschen und amerikanischen Missionaren von der Krim aus eine Hungerhilfeaktion in ganz Russland organisierten. Zur Unterstützung wurde Natalie als Dolmetscherin und persönliche Sekretärin von Pater Walsh eingestellt. Auf diesem Wege kam sie mit ihrem Sohn nach Moskau zur Ostmission des Vatikans, wo sie 1923 Paul Scheffer kennenlernte. Nach der Hochzeit 1925 wurde Peter Nikolajowitsch Wolkonski von Scheffer adoptiert. 1928 zogen sie nach Berlin; fortan begleitete Natalie Scheffer ihren Mann nicht mehr auf seinen Reisen nach Russland.
Da beide Scheffers perfekt Englisch sprachen und Paul Scheffer regelmäßig englische Artikel verfasst hat, kann davon ausgegangen werden, dass Moura Budbergs Name aus Tarnungsgründen aufgeführt wurde. Jedoch waren bereits im Vorwort der ersten Auflage von Twice born in Russia: My Life Before and in the Revolution Hinweise auf die Fürstin Natalie Wolkonskaja sowie Paul Scheffer als Verfasser zu finden; im Buch werden dann konkret das Wolkonski-Regiment sowie die Treffen ihres ersten Mannes mit dem Zaren als sein Privatsekretär erwähnt. Auch die Ähnlichkeiten mit Scheffers Schreibstil waren unverkennbar. Nach der Veröffentlichung des Buchs erklärte die Sowjetunion Scheffer offiziell zur Persona non grata.
Ab 1930 entwickelte er sich zum scharfen Antikommunisten. Carl von Ossietzky kritisierte ihn als „journalistische Primadonna, die gleich Zustände kriegt, wenn ihr nicht vor jeden Fuß ein Seidenkissen gelegt wird“. Ossietzky fuhr in der Weltbühne fort: „Wer heute als Freund oder Gegner des Bolschewismus über russische Dinge schreibt, trägt eine ungeheure Verantwortung, und sie wird vollends zu einer Riesenlast für einen Publizisten wie Herrn Scheffer, der bisher als ausgesprochener Russophiler galt. Denn Herr Scheffer hat die Sowjets in Deutschland erst gesellschaftsfähig gemacht. Es ist sein Verdienst, dass die Plakate der antibolschewistischen Parteien größtenteils in Deutschland verschwunden sind.“
Ossietzky unterschlug bei seiner Kritik den interpretativen Journalismus Scheffers, der versuchte, in allen seinen Artikeln objektiv mehrere Standpunkte darzustellen. Persönlich lehnte er die kommunistische Weltanschauung bereits seit 1921 ab.

## Chefredakteur des Berliner Tageblatts
Anfang März 1930 ging Scheffer als Korrespondent für das Berliner Tageblatt in die USA. Seine Frau begleitete ihn und sah dort nach über elf Jahren ihren erstgeborenen Sohn wieder. Dimitri Nikolajowitsch studierte an der Harvard University, die dann auch Peter Nikolajowitsch besuchte. Natalie Scheffer erwarb in Vermont, wo sich viele russische Exilanten niedergelassen hatten, ein Haus und 1935 die US-amerikanische Staatsbürgerschaft. 1932 wechselte Paul Scheffer als Auslandskorrespondent nach London. Privat pendelten er und seine Frau für die nächsten Jahre regelmäßig zwischen Amerika und Europa.
Im Juli 1933 wurde ihm die Leitung des außenpolitischen Ressorts und im April 1934 die Chefredaktion des Berliner Tageblatts übertragen. Nach der Machtergreifung der Nationalsozialisten wollte Joseph Goebbels, der wiederholt die „Eintönigkeit“ der deutschen Presse kritisierte, die Zeitung als deutsches „Weltblatt“ aufbauen. Dafür sicherte er Scheffer freie Hand bei der inhaltlichen Gestaltung zu. Laut Aussage der Kommunikationswissenschaftlerin Christina Holtz-Bacha gab es bei Scheffer – wie bei vielen bürgerlichen Politikern und Journalisten – eine Ebene der Übereinstimmung mit „vernünftigen Nationalsozialisten“, die beispielsweise Bereiche der Außenpolitik und die Ablehnung des Kommunismus betraf, jedoch auch ganz klare Grenzen hatte. So traf sich Scheffer zwar regelmäßig mit Goebbels, blieb aber mit Juden befreundet und lehnte den pathologischen Antisemitismus öffentlich sowie strikt ab.
Mit viel Energie machte er sich daran, die seit dem wirtschaftlichen Zusammenbruch des Mosse-Konzerns stark angeschlagene Zeitung vor dem völligen Absinken in die journalistische Bedeutungslosigkeit zu bewahren. Es gelang ihm, die Auflage deutlich zu steigern. Einen hohen Stellenwert maß er Auslandsreportagen bei. Dafür schickte Scheffer junge Journalisten auf wochenlange Reisen in für viele Leser damals noch weitgehend unbekannte und exotische Länder. Zu nennen sind beispielsweise Petra Vermehren, die exklusiv auf dem Balkan unterwegs war, oder Margret Boveri, die in seinem Auftrag in Malta, Marokko, Algerien, Tunesien, Ägypten sowie im Sudan und im Kaiserreich Abessinien recherchierte; oder Herbert Ihering, der für Filmrezensionen sogar nach Indien, Südamerika und Hollywood flog.
In seinen Artikeln sprach Scheffer stets von „Herrn Hitler“ statt vom „Führer“ oder „Kanzler“. Auf einer Pressekonferenz des Propagandaministeriums kam es 1935 zu einem Eklat. Scheffer hatte in einem Leitartikel geschrieben, dass „die Völker mit intakten Religionsgemeinschaften, wie es sie beispielsweise in Italien und England gibt, den anderen Nationen an seelischer Spannkraft überlegen sind. Deutschland hingegen fehle die reguläre Verbindlichkeit“. Alfred-Ingemar Berndt, abgebrochener Germanistikstudent und 32-jähriger Sprecher des Propagandaministers, schrie Scheffer an, ob er denn nicht Alfred Rosenbergs ersten Band „Mythus des 20. Jahrhunderts“ kenne. Zum Schrecken der Konferenzteilnehmer verbat sich Scheffer nicht nur den schroffen Ton, sondern setzte mit schneidender Ironie hinzu: „Im Übrigen nehme ich zur Kenntnis, dass Deutschland jetzt eine Religion besitzt, von der der erste Band bereits erschienen ist.“
Mit dem Vierjahresplan änderten sich ab 1936 auch Goebbels’ Ziele. Im Vordergrund stand nunmehr die Optimierung von Ressourcen, unter anderem mittels Lenkung des Arbeitskräfteeinsatzes, der Papier- und Rohstoffkontingentierung, und damit verbunden eine Reduzierung von Presseerzeugnissen. Wie alle Zeitungen musste von diesem Zeitpunkt an auch das Berliner Tageblatt verschiedene Auflagen von Lenkungsinstanzen erfüllen. Scheffer, der stets bemüht war, dem Blatt seine Unabhängigkeit zu bewahren, gab schließlich entnervt auf und verließ Ende 1936 Deutschland. Mit seiner Frau bereiste er für zwei Jahre privat Niederländisch-Indien, Malaysia, Siam, China und Japan.

## Internierung in den USA
Im Anschluss an seine Südostasienreisen arbeitete Scheffer für verschiedene deutsche Zeitungen in New York City als Auslandskorrespondent. Ab Mai 1940 lieferte er beispielsweise Reportagen über die USA regelmäßig der Wochenzeitung Das Reich. Im gleichen Jahr erschien im Deutschen Verlag sein Buch „USA 1940. Roosevelt - Amerika im Entscheidungsjahr“. Darin ging er auf die enorme Aufrüstung der USA seit 1938 ein und wies darauf hin, dass „wenn sich die kriegstreibenden Kräfte gegenüber den pazifistischen durchsetzen, die USA als globale Supermacht aus dem Konflikt hervorgehen wird“.
Nach dem Kriegseintritt der Vereinigten Staaten sollte Scheffer zusammen mit dem diplomatischen Personal und den übrigen deutschen Journalisten nach Deutschland eingeschifft werden, brach sich jedoch kurz vor Abreise in einem Hafenhotel das Hüftgelenk und wurde von den Ärzten als nicht transportfähig erklärt. Daraufhin erfolgte am 16. Dezember 1941 die Deportation als Enemy Alien in ein Internierungslager, wo seine Verletzung anfangs nicht und später falsch behandelt wurde. Für die Arztkosten musste er selbst aufkommen. Durch die von der US-Regierung verhängte Konten- und Überweisungssperre für deutsche Staatsbürger geriet Scheffer in existenzielle Schwierigkeiten. Für die Behandlungskosten ihres Mannes musste Natalie Scheffer ihr Haus in Vermont verkaufen. Sie erreichte mit Unterstützung der amerikanischen Journalistin Dorothy Thompson, einer Freundin aus Scheffers Moskauer Jahren, dass der nunmehr für immer an einen Rollstuhl gebundene Scheffer am 15. Januar 1943 als „Anti-Nazi“ entlassen werden konnte. Unterkunft fand er auf einer Farm von Dorothy Thompson, die eng mit Eleanor Roosevelt befreundet war, und die Scheffer regelmäßig Veröffentlichungen von Fachbeiträgen in den amerikanischen Journalen Foreign Affairs, Aria und The Contemporary Review vermittelte. Dennoch musste er bis Kriegsende eine Registrierungskarte mit sich führen und monatlich persönlich bei den Behörden vorstellig werden.
Aus anderen Quellen geht hervor, dass Scheffers Freilassung vor allem auf General William J. Donovan zurückzuführen sei. Demnach soll Scheffer in den Diensten des OSS gestanden und bereits 1939 ein geheimes Memorandum für Franklin D. Roosevelt über das Deutsche Reich und Russland geschrieben haben. Diesen nicht belegten Angaben widersprechen die Verhaftung Scheffers sowie seine über zweijährige Internierung. Gleichfalls sind spätere Aussagen amerikanischer Autoren unzutreffend, wonach Scheffer als „deutsch-jüdischer Journalist und Nazi-Gegner 1937 in die USA emigrierte“. Scheffer entstammte einem protestantischen Elternhaus; Deutschland verließ er aus privaten und familiären Gründen freiwillig; obwohl nachweislich kein ausgesprochener Freund der Nationalsozialisten, ist bedingt seiner Tätigkeiten als Chefredakteur des Berliner Tageblatts sowie als Auslandskorrespondent für die Wochenzeitung Das Reich – und der damit verbundenen Mitgliedschaft in der Reichspressekammer – eine offene und aktive Gegnerschaft zum NS-Staat nicht erkennbar. Scheffer war kein Widerstandskämpfer, sondern zeit seines Lebens ein liberaler (deutscher) Patriot.

## Freier amerikanischer Journalist und Lebensabend
Nach 1945 pachteten sich die Scheffers selbst eine kleine Farm. Als Freier Journalist für verschiedene amerikanische Zeitungen und Berater eines Verlages in Chicago setzte sich Paul Scheffer für sachlich aufklärende Publikationen über Deutschland ein. Seinen Lebensabend verbrachte er in White River Junction unweit von Woodstock (Vermont). Natalie Scheffer war von 1945 bis 1965 Bibliothekleiterin der slawischen Abteilung der Dumbarton Oaks Research Library and Collection, einem Institut der Harvard University. Sie hinterließ Dumbarton Oaks eine große Sammlung zu byzantinischer sowie russischer Kunst, Ikonografie nebst Ikonen- und Artefakt-Auswertungen und verstarb 1981 in New York.
An Universitäten in den USA zählen Twice born in Russia: My Life Before and in the Revolution sowie Seven years in Soviet Russia noch heute zu den meist zitierten Standardwerken in der Stalin- und Bolschewismusforschung.